# 酢酸鉛(IV)
酢酸鉛(IV)（さくさんなまり）、別名四酢酸鉛（しさくさんなまり）は化学式Pb(OCOCH3)4で表される鉛の酢酸塩である。一般的に市販されており、しばしば安定化剤として酢酸が添加されている。再結晶直後は無色の結晶であるが、空気中に放置するとピンク色を呈し、分解が起こる。
四酸化三鉛と酢酸、無水酢酸の反応によって合成できる。鉛の他の酢酸塩として酢酸鉛(II) がある。

## 有機合成試薬
強い酸化剤として用いられ、アセチルオキシ基 (CH3COO−) の導入や有機鉛化合物の合成にも利用される。以下に具体例を挙げる。
- ベンジル位、アリル位、エーテルのα位の C−H 結合のアセチルオキシ化。例えばジオキサンとの光反応は2-アセトキシ-1,4-ジオキサンを経て1,4-ジオキセンを与える[4]。α-ピネンからはベルベノンが得られる[5]。
- ヒドラゾンからアゾ化合物への酸化。ヘキサフルオロアセトンヒドラゾンからビス（トリフルオロメチル）ジアゾメタンなど[6]。
- アジリジンの合成。N-アミノフタルイミドとスチルベンの反応によるものなど[7]。
- 1,2-ジオールの開裂によるアルデヒドやケトンの合成。この手法は Criegee酸化と呼ばれ、しばしばオゾン酸化のかわりに用いられる。酒石酸ジ-n-ブチルからグリオキシル酸 n-ブチルなど[8]。
- アルケンからのγ-ラクトンの合成。
- δ位に水素原子を持つアルコールの酸化による環状エーテルの合成[9]。
- オゾン存在下でのアリルアルコール誘導体の酸化的開裂[10][11]。
- アセトフェノンのフェニル酢酸への変換[12]。